# Codi ATC D01
El  codi ATC D01, descrit com Antifúngics d'ús dermatològic, és una subgrup terapèutic de l'Anatomical, Therapeutic, Chemical Classification System (ATC). La classificació ATC és un sistema de codis alfanumèric desenvolupat per l'Organització Mundial de la Salut (OMS) per als fàrmacs i altres productes sanitaris. El subgrup D01 és part del grup anatòmic D Medicaments dermatològics.

Els codis per a ús veterinari (codis ATCvet) poden han estat creats afegint la lletra Q davant dels codis ATC humans: QD01... 
Les adaptacions estatals de la classificació ATC poden incloure codis addicionals no presents en aquesta llista, que segueix la versió de l'OMS.

## D01A Antifúngics d'ús tòpic
D01A A Antibiòtics
D01A C Derivats de l'imidazol i triazol
D01A E Altres preparats antifúngics d'ús tòpic

## D01B Antifúngics d'ús sistèmic
D01B A Antifúngics d'ús sistèmic